# 溟海狮属
溟海狮属（学名：Thalassoleon）是海狮科下的一个属。

## 下属物种
本属包括以下物种：
- 井上氏溟海狮 Thalassoleon inouei Kohno, 1992
- 麦克纳利溟海狮 Thalassoleon macnallyae Repenning & Tedford, 1977
- 墨西哥溟海狮 Thalassoleon mexicanus Repenning & Tedford, 1977